# توماس مالدونادو
توماس مالدونادو (به اسپانیایی: Tomás Maldonado)؛ (زادۀ ۲۵ آوریل ۱۹۲۲ میلادی – درگذشتۀ ۲۶ نوامبر ۲۰۱۸ میلادی) نقاش، فیلسوف، طراح صنعتی، آموزگار، و طراح اهل آرژانتین بود. وی بین سال‌های ۱۹۵۴ تا ۲۰۱۸ میلادی فعالیت می‌کرد.
او یکی از نظریه‌پردازان اصلی تئوری طراحی افسانه‌ای مدل اولم به حساب می‌آمد، یک فلسفۀ طراحی که در دوران تصدی او در مدرسۀ طراحی اولم (دانشگاه طراحی–هااِف‌گِ اولم) (۱۹۶۷–۱۹۵۴ میلادی) در آلمان توسعه یافت.
آموزش طراحی در اولم طراحی را با علم (شامل علوم اجتماعی) ادغام کرد و زمینه‌های مطالعاتی جدیدی مانند سایبرنتیک، نظریۀ سیستم‌ها و نشانه‌شناسی را وارد آموزش طراحی کرد.

## اوایل زندگی
شکل‌گیری هنری مالدونادو که در شهر بوئنوس آیرس آرژانتین متولد شد، در مدرسۀ ملی هنرهای زیبا پریلیدیانو پویرردون رخ داد.

## حرفه

### سالهای اولیه
در این دورۀ اولیه او با آوانگاردهای آرژانتین درگیر بود، در واقع، او یکی از بنیانگذاران جنبش نقاشان به نام بتن هنر-ابداع بود.

### تجربۀ ایتالیایی
بین سال‌های ۱۹۶۴ و ۱۹۶۷ میلادی، با همراهی همکار آلمانی‌اش گوئی بونزیپه، سیستمی از کدها را برای برنامۀ طراحی شرکت ایتالیایی اولیوتی و فروشگاه بزرگ لا ریناشنته ایجاد کرد. در سال ۱۹۶۷ میلادی او خود را در میلان مستقر کرد و به تدریس در دانشکدۀ فلسفه و ادبیات دانشگاه بولونیا ادامه داد و اکنون تقریباً به‌ طور کامل در زمینۀ فلسفه و نقد، تحت تأثیر نشانه‌شناسی کار می‌کرد. او در یکی از آخرین مقالات خود به نام «هترودکس» مدعی است که نقش روشنفکر بیدار کردن یا آشکار ساختن وجدان جمعی است.

### حرفۀ آکادمیک
- توماس مالدونادو استاد طراحی محیطی در دانشگاه پلی‌تکنیک دی میلانو بود.
- بین سالهای ۱۹۵۴ و ۱۹۶۶ میلادی او در مدرسۀ طراحی اولم (کالج طراحی: هااِف‌گِ) در آلمان تدریس کرد و به عنوان رئیس و ناظم خدمت کرد.[۱][۲][۴][۵][۶] مشارکت‌کنندۀ اصلی در «مدل اولم»، مالدونادو آموزش طراحی را به سمت تفکر سیستمی جهت دستیابی به تعادل بین علم و طراحی، و بین نظریه و عمل، با ترکیب روش‌های برنامه‌ریزی، نظریۀ ادراکی و نشانه‌شناسی،[۱][۲] توصیف کرد. از این رویکرد، مقالۀ او با عنوان «اولم، علم و طراحی» است.
- در سال ۱۹۶۵ میلادی او «مدرس لتابی» در کالج سلطنتی هنر لندن بود و سال بعد، او عضو شورای علوم انسانی در پرینستون شد.
- بین سال‌های ۱۹۶۷ و ۱۹۷۰ میلادی، کرسی «کلاس ۱۹۱۳» را در دانشکدۀ معماری پرینستون (اس‌اُ‌ای) تدریس کرد.
- در سال ۱۹۷۱ میلادی به عضویت دانشکدۀ فلسفۀ دانشگاه بولونیا منصوب شد. بین سالهای ۱۹۷۶ و ۱۹۸۴ میلادی به عنوان استاد تمام طراحی محیطی در دانشکدۀ علوم انسانی و فلسفۀ دانشگاه بولونیا کار کرد.[۷]
- در سال ۲۰۱۲ میلادی به خاطر خط سیر او در هنرهای تجسمی آرژانتین، نشان ویژۀ کونکس به وی اعطاء شد.

## آثار برگزیده
- اولم، علم و طراحی (۱۹۶۴ میلادی).
- پروژهٔ امید (۱۹۷۰ میلادی)؛ ترجمه: طراحی، طبیعت و انقلاب: به سوی یک بوم‌شناسی انتقادی (۱۹۷۲، ۲۰۱۹ میلادی).
- طرح صنعتی تجدید نظر شده.
- آیا معماری یک متن است؟
- به سوی عقل‌گرایی بوم‌شناختی.
- تکنیک و فرهنگ، بحث آلمانی بین بیسمارک و وایمار.
- هترودوکسو (۱۹۹۸ میلادی).